# Jérémie Duvall
Pour les articles homonymes, voir Duvall.
Jérémie Duvall est un acteur, réalisateur et scénariste français, né le 15 décembre 1993 à Saint-Germain-en-Laye (Yvelines).

## Biographie
Jérémie Duvall naît le 15 décembre 1993 à Saint-Germain-en-Laye, en Yvelines.
Ayant commencé les cours de théâtre à l'âge de 8 ans, il n'en oublie pas moins les planches et a l'occasion d'évoluer sur une scène dans The Full Monty au Théâtre Comédia mise en scène Anne Bouvier, puis dans Un, deux, trois ... Soleil ! de Christelle George, mise en scène Michel Voletti, au Théâtre Le Ranelagh.
Adolescent, il fait ses débuts à l'écran dans le téléfilm Bas les cœurs (2011) de Robin Davis, puis incarne le fils de Gérard Lanvin dans le film Le Fils à Jo (2011), premier long métrage de Philippe Guillard, qui marque ses débuts au cinéma et pour lequel il obtiendra le prix Premiers Rendez-vous au Festival du film de Cabourg. Il enchaîne alors en donnant la réplique à François Cluzet, pour Mon père est femme de ménage (2011) de Saphia Azzeddine. Ce film le conduira à faire partie des Révélations des César 2012.
En parallèle de ses études et des tournages, il commence à réaliser quelques courts métrages et clips vidéos qui seront diffusés en Festivals et à la télévision. Du côté acteur, Il enchaîne en tournant dans la biographie Qu'est-ce qu'on va faire de toi ? (2012) sur la jeunesse de Michel Drucker pour France 2, où il l'incarne de 16 à 20 ans aux côtés de Simon Abkarian et Françoise Gillard. Le réalisateur Thierry Binisti lui propose de jouer dans Délit de fuite (2013), aux côtés d'Éric Cantona et Mathilda May, téléfilm sélectionné au festival de la fiction TV, et qui obtient le Laurier de la télévision Civisme et Grandes Causes.
En 2019, il est de retour sur le grand écran dans Versus de François Valla, dans lequel il joue le rôle principal. En parallèle, il écrit et met en scène sa première pièce de théâtre avec Benjamin Baffie Une fille pour deux qui joue à la Comédie Montorgueil puis au Théâtre de Dix Heures et en tournée.

## Filmographie

### Acteur

#### Longs métrages
- 2011 : Le Fils à Jo de Philippe Guillard : Tom Cannavaro
- 2011 : Mon père est femme de ménage de Saphia Azzeddine : Polo
- 2018 : Le français de Andrey Smirnov : Jean-Marie
- 2019 : Versus de François Valla : Achille
- 2019 : Salauds de pauvres (film à sketches)

#### Téléfilms
- 2011 : Bas les cœurs de Robin Davis : Jean
- 2012 : Qu'est-ce qu'on va faire de toi ? de Jean-Daniel Verhaeghe : Michel Drucker, à 16 ans[1]
- 2012 : Parle tout bas, si c'est d'amour de Sylvain Monod : Olivier
- 2013 : Délit de fuite de Thierry Binisti : Sébastien
- 2016 : Les Bandits tragiques de Cédric Condon : Octave Garnier
- 2018 : La Guerre des as de Fabrice Hourlier : Georges Guynemer

#### Séries télévisées
- 2016-2018 : Like Me : Stanley
- 2017 : L'Art du crime
- 2018 : Nina : Steve (saison 4)
- 2021 : Munch : Louis Berton Jr (saison 4)

### Réalisateur

#### Courts métrages
- 2010 : 1% de Chance
- 2011 : Hors Jeu
- 2013 : Obsession[2]
- 2014 : Je suis les autres
- 2016 : Une place au soleil
- 2016 : Une Rencontre Moderne
- 2024 : Cramés

#### Clips musicaux
- 2014 : Lucky like Stars de Sarah W Papsun
- 2016 : Bécaud à l'Olympia de Thomas Boissy
- 2020 : Por que te vas de Agustín Galiana
- 2022 : C'est cool de Coralie Fischer
- 2022 : La valse du trottoir de Sophie de Quay
- 2023 : Avant l'automne de Sophie de Quay
- 2024 : Mon Regard de Margot Abate

## Théâtre
- 2013 : The Full Monty de Terrence McNally, mise en scène Anne Bouvier et Julien Baptist : Nathan[3], Théâtre Comédia
- 2015 : Un, deux, trois ... Soleil ! de Christelle George , mise en scène Michel Voletti : Julien[4], Théâtre Le Ranelagh
- 2019 : Le Sapin (seul en scène) de Ygal Levy , Théâtre Italien de Paris
- 2019 : Une fille pour deux de Benjamin Baffie et Jérémie Duvall, Comédie Montorgueil
- 2021 : Une fille pour deux de Benjamin Baffie et Jérémie Duvall, Théâtre de Dix Heures

## Distinction

### Récompense
- Festival du film de Cabourg 2011 : prix Premiers Rendez-vous : meilleure interprétation dans Le Fils à Jo[5]